# Sojourn
"Sojourn" es el octavo episodio de la octava temporada de la serie de televisión de antología American Horror Story. Se emitió el 31 de octubre de 2018, en FX. El episodio fue escrito por Josh Green, y dirigido por Bradley Buecker.

## Argumento
Michael (Cody Fern) llega a la reserva tras la ejecución de Ariel (Jon Jon Briones), Baldwin (BD Wong) y Mead (Kathy Bates), y utiliza sus habilidades para identificar los cuerpos. Michael es entonces confrontado por Cordelia (Sarah Paulson), quien le dice que ella ha escondido el alma de Mead para que Michael no pueda recuperarla del infierno, pero también insiste en que Michael todavía tiene capacidad para el bien. Michael la despide, amenazando con matar hasta la última bruja. 
En los bosques circundantes, un Michael perdido se embarca en un viaje para ponerse en contacto con su "padre". Cuatro días más tarde, se enfrenta a su conciencia, debido a la deshidratación, y se le presentan imágenes de figuras celestiales (niños que llevan comida y bebida, un ángel, Anton LaVey (Carlo Rota) y Mead). Aparece una cabra negra; Michael la mata y salen serpientes de su garganta.
Michael regresa a la ciudad. Aventurándose por un callejón, encuentra un emblema satánico. Se encuentra con un gorila que observa el estado fatigado y debilitado de Michael y lo deja entrar en las cámaras subterráneas. Allí, una Suma Sacerdotisa de una congregación satánica, Hannah (Sandra Bernhard), reprende a sus compañeros adoradores, creyendo que un pecado suficiente animará la llegada del Anticristo. Michael conoce a una mujer llamada Madeline (Harriet Sansom Harris), que lo lleva a casa con ella para recuperarse.
En la casa de Madeline, Michael escucha la visión distorsionada de Madeline del satanismo, quien le dice que ella tiene todo lo que quiere porque le vendió su alma a Satanás. Michael se burla de ella por sus puntos de vista y ella intenta matarlo hasta que presenta la marca de la bestia en la parte posterior de su cuello, probándose a sí mismo como el Anticristo. De vuelta en la congregación, Ana presenta a dos personas (Leticia y Theodore) para el sacrificio y permite que un nuevo miembro, Phil (Dominic Burgess) haga los honores. Madeline interrumpe y aboga por Michael por la hecatombe, quien confirma su identidad y la congregación lo elogia. Luego procede a matar a las dos personas ofrecidas para el sacrificio sin piedad alguna.
La congregación organiza una cena para Michael, quien está visiblemente descontento con su asombro. Madeline le ofrece sus servicios, pero Michael le dice que sólo desea la resurrección de Mead. Madeline lleva a Michael a una compañía de robótica dirigida por dos satanistas, Jeff (Evan Peters) y Mutt (Billy Eichner); Wilhemina Venable (Sarah Paulson) se revela como su asistente personal. Jeff y Mutt se burlan de Michael por no intimidar, hasta que usa sus poderes para inmolar a una prostituta que atiende a Mutt. Jeff y Mutt proponen sus capacidades para servir a Michael, quien les presenta la tarea de recrear a Mead.
Jeff y Mutt consultan en su laboratorio y deciden que tienen algo que deben a Michael. Comienzan su construcción en el autómata de Mead y le presentan el producto final a Michael. Le advierten de las probabilidades del peligro del robot Mead, dado que no la trata con cautela. La despiertan y ella inmediatamente reconoce a Michael, diciéndole que lo ha extrañado.

## Recepción
"Sojourn" fue visto por 1,63 millones de personas durante su emisión original, y obtuvo una cuota de audiencia de 0,7 puntos entre los adultos de 18 a 49 años.
El episodio recibió críticas contradictorias. En el sitio web Rotten Tomatoes, "Sojourn" tiene un índice de aprobación del 53%, basado en 15 reseñas con una puntuación media de 8,0/10. El consenso crítico dice: "'Sojourn' se salva de ser un episodio de puente completamente confuso, gracias a un reenfoque en la tristeza existencial del engendro de Satanás y a un monólogo asesino de Sandra Bernhardt."
Ron Hogan de Den of Geek dio al episodio un 3/5, diciendo, "El viaje de Michael de vuelta a los brazos de la Iglesia de Satanás es una de las cosas más divertidas que he visto en American Horror Story. En la verdadera manera satánica, la reunión del rebaño de cabras de Satanás es esencialmente una burla de un servicio estándar de la iglesia, con un plato de ofrendas que se reparte y un sermón pronunciado por la gran sacerdotisa (una realmente divertida Sandra Bernhard)". Y añadió: "Bradley Buecker hace un buen trabajo para que los actores de los servicios se sientan cansados. [...] nadie parece estar pasando un buen rato con lo que están haciendo hasta que tienen la oportunidad de lucirse para alguien más. De lo contrario, están claramente aburridos, y tratando de mantenerse lo suficientemente ocupados para evitar que les griten."
Kat Rosenfield de Entertainment Weekly le puso una B+ al episodio. Ella mencionó que algunas escenas eran demasiado confusas, especialmente aquella en la que Michael experimentaba alucinaciones y aquella en la que los satánicos estaban tratando de complacerlo con comida. Sin embargo, apreció que el episodio diera finalmente algunas explicaciones sobre los acontecimientos posteriores al apocalipsis de los tres primeros episodios de la temporada. Le gustó especialmente la aparición de la Sra. Venable y la "verdadera historia del origen del Robot Mead". En general, comentó que se trataba de "un episodio extra-kooky, campante de AHS: Apocalypse", y que era una gran fan de la apariencia y la actuación de Sandra Bernhard.
Ziwe Fumudoh de Vulture.com le dio al episodio un 4 sobre 5. Al igual que Rosenfield, ella no entendía la escena en la que Michael experimentaba alucinaciones, llamándola un "viaje ácido extraño". También se sintió confundida por la actitud de Michael durante el episodio, pero admitió que "entiendo que a veces la depresión hace que la gente no actúe como ellos mismos, incluso cuando ese "yo" es el engendro de Satanás". Sin embargo, se mostró muy complacida por el regreso de la Sra. Venable, diciendo que "Lo mejor de American Horror Story es ver a Sarah Paulson en 19 pelucas diferentes esta temporada". También disfrutó de la escena final ya que estaba "preparando el escenario para que la trama de Apocalypse se completara.